# Transición presidencial de Yamandú Orsi
La transición de gobierno de Yamandú Orsi fue el proceso de cambio de mando entre la presidencia de Luis Lacalle Pou y la de Yamandú Orsi. Empezó el 24 de noviembre de 2024 tras la victoria electoral en balotaje del Frente Amplio con su fórmula Yamandú Orsi - Carolina Cosse. El 28 de noviembre la Corte Electoral culminó el escrutinio final y el 4 de diciembre proclamó oficialmente a la fórmula frenteamplista como la ganadora. La transición finalizó el 1 de marzo de 2025, con la investidura presidencial de Yamandú Orsi.
El proceso de transición fue catalogado por politólogos y dirigentes políticos como pacífica y con «voluntad de ambas partes».Sin embargo, a lo largo de la transición hubo puntos de desacuerdo entre ambas partes: la firma del contrato del proyecto Arazatí por parte del gobierno de Lacalle, no apoyada por el Frente Amplio; proclamaciones parlamentarias en contra del régimen de Nicolás Maduro, tampoco no apoyadas por el FA; desacuerdos sobre distintos puntos del contrato entre el Estado uruguayo y la empresa HIF Global, por un proyecto de instalación de una planta de hidrógeno verde en Paysandú; y sobre la invitación del gobierno electo a mandatarios de dictaduras latinoamericanas a la ceremonia de asunción, y el veto del presidente Lacalle a esta medida. Asimismo, durante el proceso de transición hubo discrepancias internas entre dirigentes del Frente Amplio, como las distintas reacciones ante los dichos de la exvicepresidenta Lucía Topolansky sobre algunos juicios de crímenes de lesa humanidad cometidos por la dictadura cívico-militar; y contestaciones de dirigentes políticos a propuestas en el área económica afirmadas por Gabriel Oddone, el ministro de Economía y Finanzas propuesto por el Frente Amplio.

## Antecedentes
Tras la derrota electoral del Frente Amplio en las elecciones de 2019 tras quince años consecutivos de gobierno, Yamandú Orsi, entonces Intendente de Canelones, comenzó a ser considerado como presidenciable para la elección de 2024. El 19 de marzo de 2023, el Movimiento de Participación Popular anunció oficialmente su apoyo a Orsi como precandidato del Frente Amplio para las elecciones internas de 2024. El 10 de diciembre de ese año fue proclamado oficialmente como uno de los precandidatos por el Congreso del Frente Amplio. El 20 de febrero de 2024, presentó formalmente su renuncia ante la Junta Departamental de Canelones para dedicarse a la campaña presidencial; la que fue programada para el 1.º de marzo.En las elecciones internas del 30 de junio de 2024, Orsi se impuso sobre los también precandidatos Carolina Cosse y Andrés Lima, siendo electo como candidato del Frente Amplio para la elección general de octubre. Asimismo, confirmó a Cosse, entonces intendenta de Montevideo y su rival en la interna, como su compañera de fórmula.
El 16 de septiembre, presentó en la Plaza de toros Real de San Carlos de Colonia del Sacramento, los principales lineamientos de su programa de gobierno.En la primera vuelta de las elecciones generales, la fórmula Orsi - Cosse resultó en primer lugar pero sin obtener la mayoría absoluta de votos, consiguiendo una mayoría la Cámara de Senadores y una minoría mayoritaria en la Cámara de Representantes.Ante la necesidad de ir a una segunda instancia, el 17 de noviembre el candidato Yamandú Orsi participó de un debate presidencial junto al candidato del Partido Nacional y la Coalición Republicana, Álvaro Delgado.La fórmula Orsi-Cosse se impuso en la segunda vuelta realizada el 24 de noviembre ante la fórmula Delgado-Ripoll. A través de la red social X, el presidente de la República, Luis Lacalle Pou, informó que llamó a Yamandú Orsi para felicitarlo y «para ponerme a las órdenes y empezar la transición apenas lo entienda pertinente».El jueves 28 de noviembre culminó el escrutinio final, arrojando los resultados definitivos.El 4 de diciembre la Corte Electoral proclamó oficialmente a la fórmula Yamandú Orsi - Carolina Cosse como la ganadora. Tras la proyección de los resultados, fue saludado por diversos mandatarios entre los que destacan los presidentes de Chile, Brasil, México, España, Guatemala y Venezuela, Gabriel Boric, Luiz Inácio Lula da Silva, Claudia Sheinbaum, Pedro Sánchez, Bernardo Arévalo y Nicolás Maduro, respectivamente. Asimismo, líderes políticos internacionales también felicitaron a la fórmula electa, como Cristina Fernández de Kirchner, Mauricio Macri, Yolanda Díaz y Claudia López Hernández.

## Desarrollo de la transición

### Noviembre de 2024

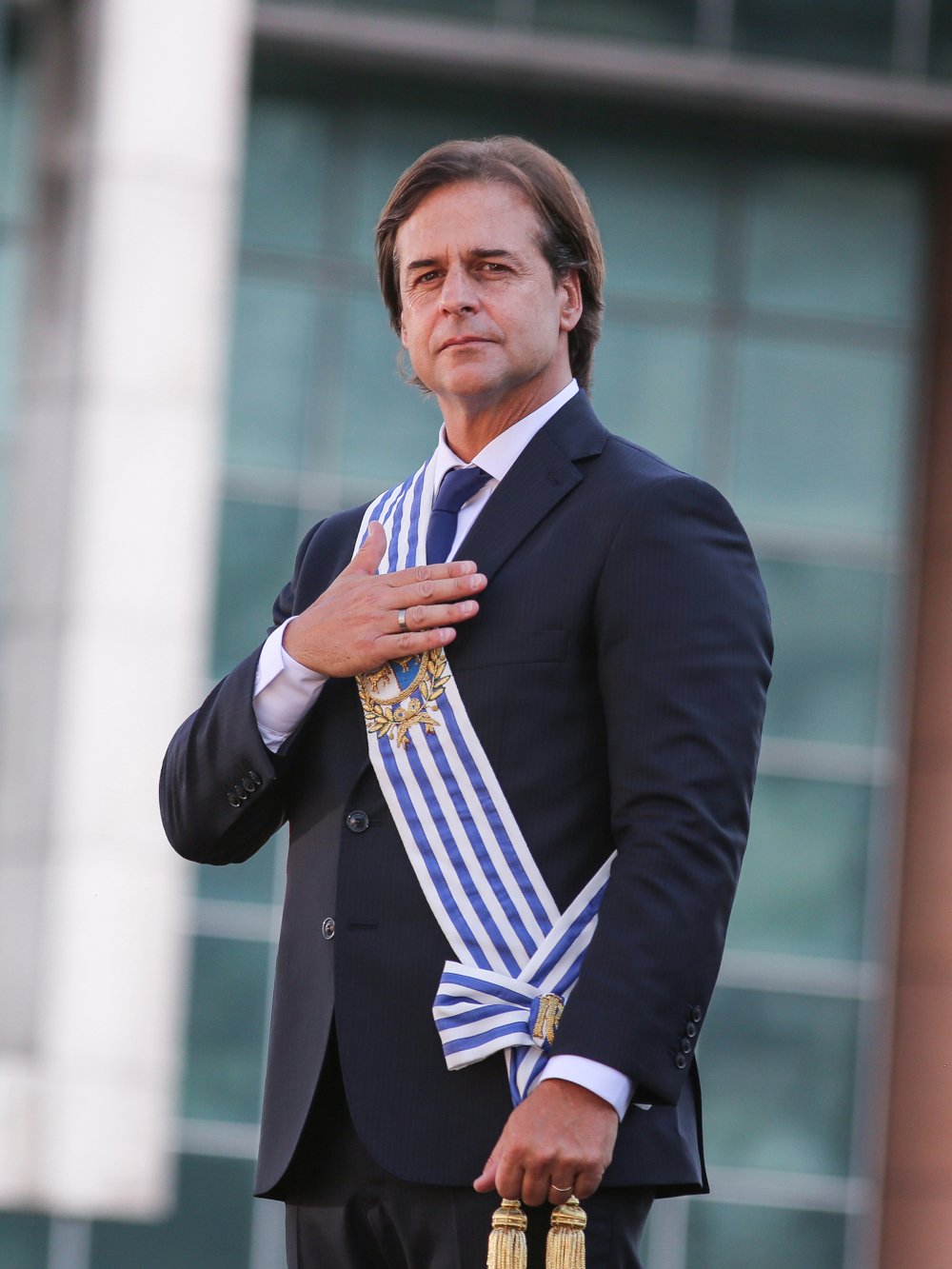
Foto oficial de Luis Lacalle Pou como presidente de la República Oriental del Uruguay para el período 2020-2025.

Tras la noche del balotaje el 24 de noviembre, la primera actividad pública de Orsi como presidente electo fue al día siguiente visitando al expresidente José Mujica y su esposa, la exvicepresidenta Lucía Topolansky en su residencia particular a las afueras de Montevideo.El día después, martes 26 de noviembre, el presidente saliente Luis Lacalle Pou encabezó una reunión del Consejo de Ministros, y anunció que la reunión con el presidente electo para iniciar la transición se celebraría miércoles 27. Ese mismo día, en vista de la felicitación de los líderes de Venezuela y Cuba, Nicolás Maduro y Miguel Díaz-Canel respectivamente, el Herrerismo ―sector del Partido Nacional― solicitó públicamente a Orsi «no invitar dictadores» a la asunción presidencial del 1 de marzo de 2025. También ese martes 26 el presidente Lacalle Pou y el titular del Ministerio de Educación y Cultura, Pablo da Silveira, firmaron un decreto que reglamenta la educación terciaria en Uruguay a nivel universitario y no universitario, con intención de entrar en vigencia a principios de 2025.
El miércoles 27 de noviembre comenzó oficialmente el proceso de transición, con la reunión entre el presidente en funciones Luis Lacalle Pou y el electo Yamandú Orsi en Torre Ejecutiva. En esta reunión acordaron que desde ese momento y hasta el 1° de marzo se le dará aviso cada vez que en ese período el gobierno deba tomar una decisión «importante». También se anunció que Orsi asistiría junto con Lacalle Pou a la Cumbre de Jefes de Estado del Mercosur, que tendría lugar el 5 y 6 de diciembre en Montevideo.
El jueves 28, el presidente electo Yamandú Orsi mantuvo una breve reunión a las 10:30 horas con el embajador chino en Uruguay, Huang Yazhong, en el Hotel Hampton by Hilton Montevideo, en el barrio Carrasco, quien le hizo llegar una carta del líder chino Xi Jinping. Luego, al mediodía, recibió en el mismo hotel al senador electo Pedro Bordaberry, y a varios dirigentes de la bancada parlamentaria del sector colorado Vamos Uruguay. En la tarde de ese día, Orsi viajó junto a Gabriel Oddone, Alejandro Sánchez y Álvaro Padrón, su asesor en asuntos internacionales, a Brasilia para mantener una reunión al día siguiente con el presidente brasileño Luiz Inácio Lula da Silva, con el objetivo de iniciar conversaciones para acelerar los procesos de licitación para el puente de Yaguarón en Cerro Largo y el dragado del canal San Gonzalo que conecta la laguna Merín ―compartida por Brasil y Uruguay― con la laguna de los Patos ―en territorio brasileño―.También ese jueves 28 comenzó la transición en el Parlamento, con una reunión entre la vicepresidenta saliente Beatriz Argimón y la entrante Carolina Cosse en el Palacio Legislativo.
El día viernes 29 de noviembre Yamandú Orsi efectuó en Brasilia su reunión prevista con el presidente brasileño Lula da Silva. Ese mismo día se publicó un podcast de la Universidad Católica, conducido por el economista Javier De Haedo, en donde Gabriel Oddone adelantó algunas políticas económicas de la próxima administración, como mantener la edad de jubilación en 65 años. Posteriormente, al preguntarle sobre esto a Yamandú Orsi, este respondió: «yo soy el presidente. Hay una línea, un programa y un objetivo trazado […] En el programa establecimos que lo deseable es 60 años. Queremos que lo normal sean los 60 y ver la posibilidad de estimular o incentivar si la gente quiere trabajar más tiempo. Si puede y si quiere. El diálogo social definirá cuál es la mejor forma de encarar esto y que podamos caminar hacia eso que es lo que el programa, el Frente Amplio y la gente nuestra ha definido», aseguró en rueda de prensa.

### Diciembre de 2024

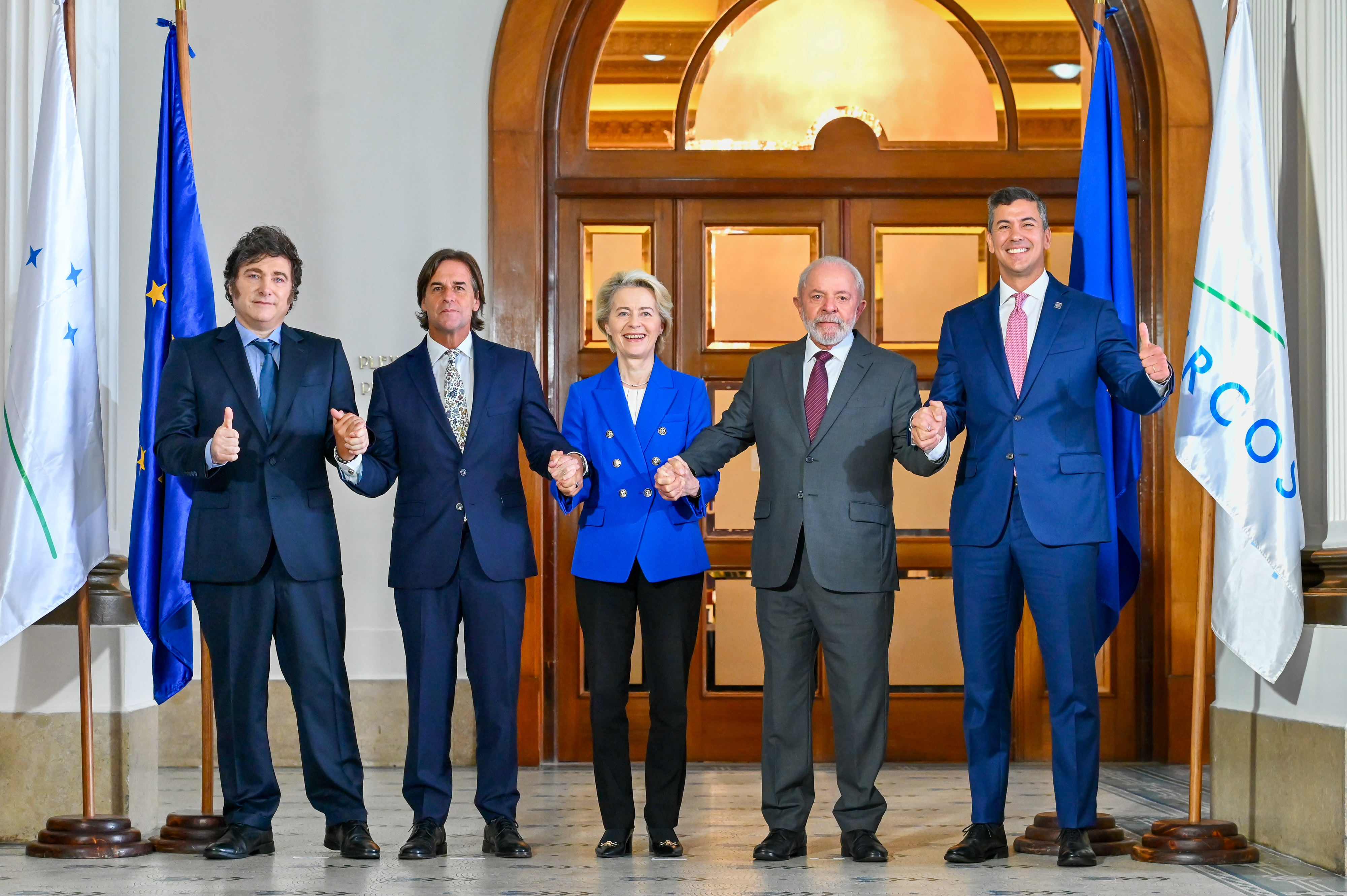
Fotografía tomada durante el transcurso de la Cumbre del MERCOSUR del mes de diciembre del año 2024. De izquierda a derecha: Javier Milei, presidente de Argentina; Luis Lacalle Pou, presidente de Uruguay; Ursula von der Leyen, presidente de la Comisión Europea; Lula da Silva, presidente de Brasil; y Santiago Peña, presidente de Paraguay.

El lunes 2 de diciembre se reunieron el secretario y prosecretaria de presidencia, Rodrigo Ferrés y Mariana Cabrera, con sus pares electos, Alejandro Sánchez y Jorge Díaz. Ese mismo día la vicepresidente electa, Carolina Cosse, recibió al embajador chino en Uruguay, Huang Yazhong, en la oficina del Palacio Legislativo donde Cosse instaló su oficina para la transición; en la instancia hablaron principalmente del TLC que no puso concretarse de manera bilateral entre ambos países y la vicepresidenta comentó en diálogo con la prensa que China tiene intenciones de avanzar en el acuerdo pero sin provocar tensiones en el Mercosur. Orsi, aseguró en una rueda de prensa que los tratados de libre comercio «pasaron de moda», tras ser consultado por las declaraciones que dio la vicepresidenta electa, Carolina Cosse tras la reunión con el embajador chino.Al día siguiente, el martes 3 de diciembre, el presidente electo se reunió con su vicepresidenta, con posterior rueda de prensa, acerca del rumbo que le imprimirán a la gestión y aclararon que no existe un desacuerdo en el seno del Frente Amplio acerca de los TLC. El miércoles 4 la Corte Electoral proclamó a Yamandú Orsi y Carolina Cosse como presidente y vicepresidenta electos. El viernes 6 de diciembre se dio inicio a la Cumbre del MERCOSUR en Montevideo, participando Yamandú Orsi como invitado del presidente Luis Lacalle Pou,y allí se cerró el texto definitivo del tratado de libre comercio entre el MERCOSUR y la Unión Europea después de casi 25 años de negociaciones. En el contexto de esta cumbre Yamandú Orsi mantuvo encuentros bilaterales con mandatarios de la región que llegaron a Montevideo como Gustavo Petro, presidente de Colombia; Luis Arce, presidente de Bolivia; y Santiago Peña, presidente de Paraguay.

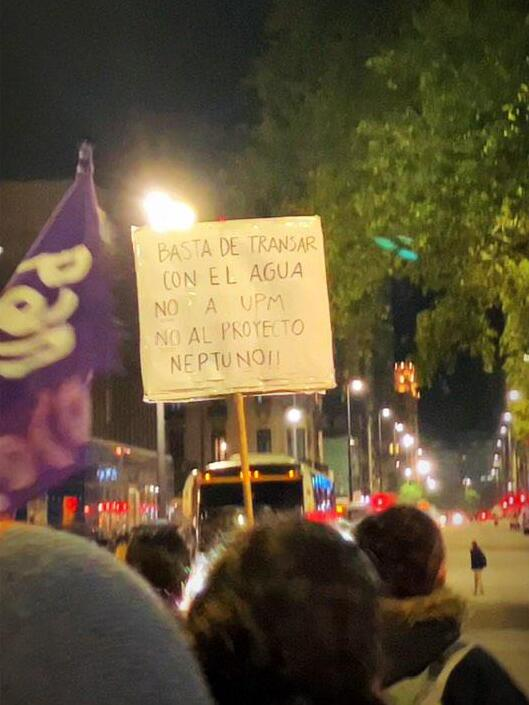
Cartel presente en una movilización contraria al proyecto Neptuno. Montevideo, mayo de 2023.

Consultado el lunes 9 de diciembre por la prensa, Orsi dijo que los nombres de los futuros ministros y subsecretarios serían dados a conocer el 17 de diciembre. Al día siguiente, el martes 10, Orsi recibió en el hotel Hilton Hampton, a la hora 14, a la embajadora de Estados Unidos en Uruguay, Heide B. Fulton.También durante el transcurso de esa semana, el miércoles 11, el presidente Lacalle Pou se refirió al proyecto de la nueva planta potabilizadora en Arazatí, conocido también como proyecto Neptuno, que fue habilitado por el Ministerio de Ambiente el pasado lunes, adelantando que él no pondrá «freno de mano» al proyecto, pero sí buscaría un «punto intermedio» con la administración entrante.El Frente Amplio manifestó anteriormente su oposición a la iniciativa del gobierno, e incluso la vicepresidenta electa, Carolina Cosse, dijo que la «prioridad» para la próxima administración sería el proyecto Casupá ―otro proyecto planteado para obtener más agua de la misma fuente, en el Santa Lucía―.Ese mismo día, el presidente electo Yamandú Orsi asistió a la colocación de una placa conmemorativa por los 75 años del Instituto de Profesores Artigas donde dialogó con la prensa al respecto: «hemos recibido también informes técnicos que son contrarios a la decisión tomada por Ambiente. Habrá que cotejar, lo tienen que hacer los técnicos y ahí conversaremos con el gobierno tratando de resolver las cosas que complican una decisión de este tipo», también señaló que «capaz que hay acuerdo, capaz que hay desacuerdo, pero lo importante es poner todo arriba de la mesa para que lo que se decida no comprometa, por supuesto, el tema del agua potable que es lo que más nos interesa».
El jueves 12 de diciembre, el presidente electo recibió en el hotel Hilton Hampton al embajador de la Unión Europea, Paolo Berizzi, y al embajador de Japón, Hideki Asari. Fue recopilado por los medios de prensa cómo este último le regaló al presidente electo una figura de acción del personaje de anime «Ultra Seven».Al día siguiente por la noche, Alejandro Sánchez, futuro secretario de la presidencia, fue entrevistado en el programa «Todas las Voces» de Canal 4. Durante la conversación, Sánchez abordó temas cruciales, entre ellos la posibilidad de implementar un IVA personalizado.En el final de esa semana, durante la tarde del domingo 15 de diciembre, el equipo de comunicación del gobierno electo informó que al mediodía del día siguiente se presentaría a todos los ministros y subsecretarios del próximo gabinete en una presentación en el ballroom del hotel Radisson de Montevideo.Como fue previsto, el lunes 16 de diciembre al mediodía fue presentado el equipo de ministros y subsecretarios propuestos por el gobierno electo.La designación de algunos individuos al gabinete generó críticas por parte de dirigentes del gobierno en ejercicio.El politólogo Daniel Chasquetti particularmente señaló que la designación del fiscal Carlos Negro como titular del Ministerio del Interior «le hace mucho daño a la Fiscalía», y recordó que dicha institución «ha estado sometida a la acusación de que está partidizada […] hoy es una institución que está muy debilitada».

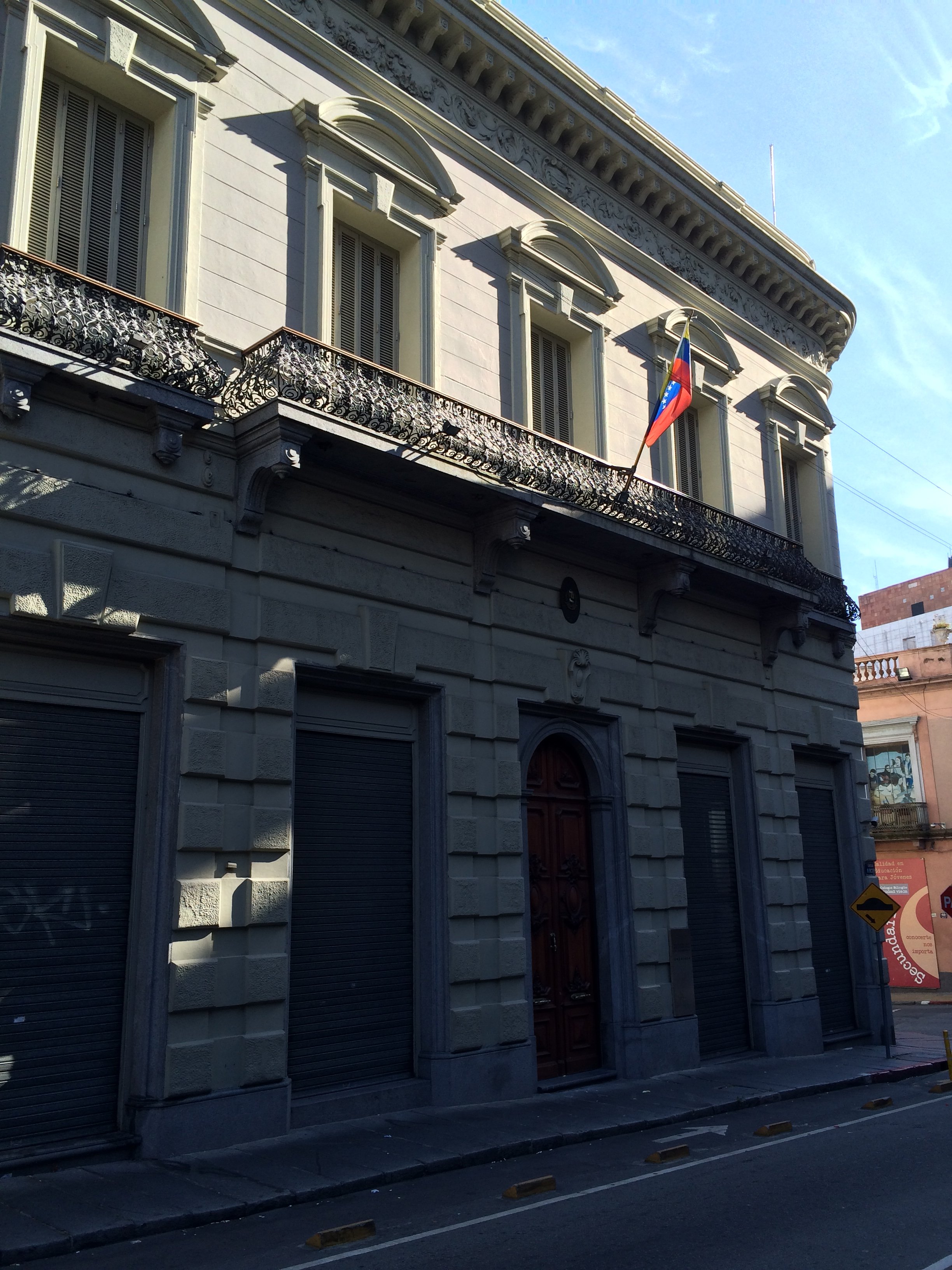
Edificio de la embajada venezolana en Uruguay, Montevideo. El 29 de julio de 2024 el Estado venezolano anunció el retiro de su personal diplomático de Uruguay y de otros seis países latinoamericanos que expresaron preocupación por el desarrollo de las elecciones venezolanos del 28 de julio de 2024.El 19 de octubre de 2024, el ciudadano uruguayo, Fabián Buglione, residente en Estados Unidos, desapareció luego de cruzar la frontera terrestre entre Colombia y Venezuela con el objetivo de visitar a su novia.Esta situación impulsó a la Cancillería uruguaya a dar un comunicado el 13 de noviembre de 2024 para recomendar a ciudadanos uruguayos no viajar a Venezuela.

En la tarde del martes 17 de diciembre, el ministro de Economía designado, Gabriel Oddone, se reunió con la titular de esa cartera, Azucena Arbeleche; comenzando los diálogos de transición. En tal sentido, Oddone se refirió al aumento del tope de endeudamiento dispuesto por el Ministerio de Economía ―MEF―. A su entender, «la situación fiscal es más restrictiva» de la que se imaginaba.Sin embargo, Oddone descartó la posibilidad de implementar un ajuste fiscal inmediato al asumir su cargo, y dijo que se enfocará en el crecimiento económico.La ministra Arbeleche afirmó en sintonía, considerando que no «no es necesario» un ajuste fiscal por parte del gobierno entrante, y aseguró que se debería aumentar el endeudamiento por una baja de la inflación, y no por un aumento del gasto.Al ser consultado por el aumento del dólar, Gabriel Oddone aclaró que se trata de «un fenómeno global» donde el «dólar tiende a fortalecerse» pero que «descomprime parte del atraso cambiario que va a heredar la próxima administración».Ese mismo día los partidos de la coalición de gobierno presentaron en el Senado una declaración sobre la situación en Venezuela, que el Frente Amplio no votó la «gravedad y urgencia» de su tratamiento. La declaración manifestaba «su más profunda preocupación ante el agravamiento de la situación político-institucional de Venezuela», denunciaba la violación de derechos humanos y el «incremente del asedio» de la Embajada argentina en Caracas y recordaba la situación de Fabián Buglione, uruguayo desaparecido en Venezuela desde hace más de un mes en ese momento.
A la media mañana del miércoles 18 de diciembre, se dio la primera reunión entre canciller en funciones Omar Paganini y el designado canciller Mario Lubetkin, pero de manera informal y de cara a la transición que se previó para las siguientes semanas.Ese mismo día, Edgardo Ortuño, el designado ministro de Ambiente, presentó un informe al presidente electo sobre el proyecto Arazatí, señalando reparos en lo ambiental, financiamiento, aspectos legales, jurídicos y constitucionales.Además, la ministra de Industria designada, Lucía Etcheverry, afirmó que se debería «renegociar el contrato» con la empresa Katoen Natie al respecto del puerto de Montevideo ya que «lesiona la soberanía y contradice el rol de la ANP, actuando dentro de los marcos permitidos por la ley».
Además, tras ser divulgados por la prensa, se volvieron polémicos los dichos de la exvicepresidenta Lucía Topolansky, recopilados en el libro Los Indomables del periodista Pablo Cohen, al respecto de conocer personas que «mintieron» en procesos judiciales para lograr la condena de varios militares acusados por violaciones a los derechos humanos durante la dictadura cívico-militar.Ese mismo día, ante la publicación de un adelanto a una entrevista a José Mujica del programa radial Fácil Desviarse, el expresidente reafirmó los dichos de su esposa: «sé que hubo casos».Para entonces, la Mesa Política Nacional del Frente Amplio sesionó para desmarcarse de los dichos de estos dirigentes.Posteriormente, el presidente electo también se desmarcó de dichas declaraciones;mientras la central sindical PIT-CNT se pronunció exhortando a que se denuncie si hay pruebas, y la organización civil Madres y Familiares de Detenidos Desaparecidos emitió un comunicado de repudio. Esta última organización vinculó las declaraciones de Lucía Topolansky al encuentro, consignado por el medio Búsqueda, entre Mujica y el líder de Cabildo Abierto, Guido Manini Ríos, donde este último acudió a ver al expresidente a fines de noviembre para, según fue recopilado, plantearle la posibilidad de liberar a los militares de edad avanzada presos de la última dictadura; a cambio de conseguir los dos votos de CA en la Cámara de Representantes.

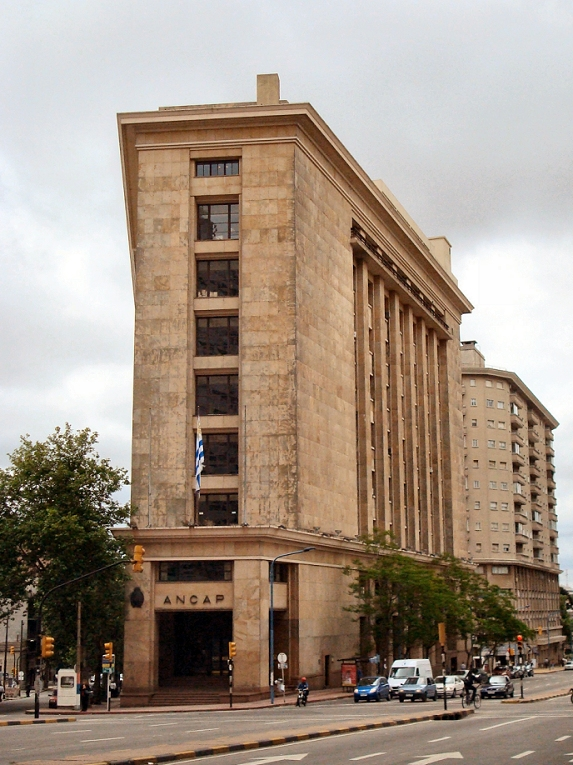
Edificio de ANCAP. Montevideo, noviembre de 2010.

El jueves 19 de diciembre, Cristina Lustemberg, la prevista ministra de Salud, planteó «revisar» la ley de aborto ―Ley N° 18987― afirmando que en la «mayoría de países del mundo» el límite está enmarcado en «hasta 19, 20 semanas» ―aproximadamente 4 meses―, y no en 12 como es el caso de Uruguay.Ese mismo día, Alejandro Stipanicic, presidente de la empresa pública ANCAP durante el gobierno de Lacalle Pou, renunció a la presidencia del ente alegando «motivos personales», pero siendo un día después de la decisión del directorio de ANCAP de no participar en el proyecto de una planta de hidrógeno verde impulsado por la empresa internacional HIF Global ―Stipanicic fue el único miembro que votó a favor del involucramiento del Estado en el proyecto―.El directorio de ANCAP acató la recomendación del Poder Ejecutivo de desistir de apoyar este proyecto ante riesgos económicos significativos para el Estado uruguayo ―la participación estatal se habría dado por ANCAP, a través de ALUR―.Al día siguiente, viernes 20 de diciembre, el exfiscal Jorge Díaz, propuesto como prosecretario de presidencia, afirmó que el gobierno entrante podría ser partidario de invertir y participar en el proyecto de construcción de una planta de hidrógeno verde, en el departamento de Paysandú, propuesto por la compañía HIF Global; cuyo memorando de entendimiento fue firmado en febrero de 2024.El prosecretario afirmó que en «el contrato que se iba a celebrar, se planteaba un anexo donde había una […] posibilidad de que el Estado uruguayo, llegado el momento, pudiera invertir en hasta un 30%».Díaz afirmó que no se refiere a que el gobierno entrante tiene definido participar, sino de «mantener la opción en el contrato».Los dichos de Díaz fueron en sintonía con los de Fernanda Cardona, prevista como ministra de Industria, el día anterior.Asimismo, Díaz planteó como opinión personal la posibilidad de que la ministra de Industria en ejercicio, Elisa Facio, sea convocada al Parlamento para dar explicaciones por la decisión de no participar en el proyecto.Además, durante el correr de esa semana, José Carlos Mahía, propuesto como ministro de Educación y Cultura, adelantó en múltiples ocasiones que «seguramente» el gobierno electo impulse un proyecto de ley para derogar el artículo de la Ley de Urgente Consideración ―LUC― del gobierno de Luis Lacalle Pou que eliminó los consejos de Educación Primaria, Secundaria y Técnico Profesional electos por docentes siendo reemplazados por direcciones generales bajo la órbita Consejo Directivo Central ―Codicen―.

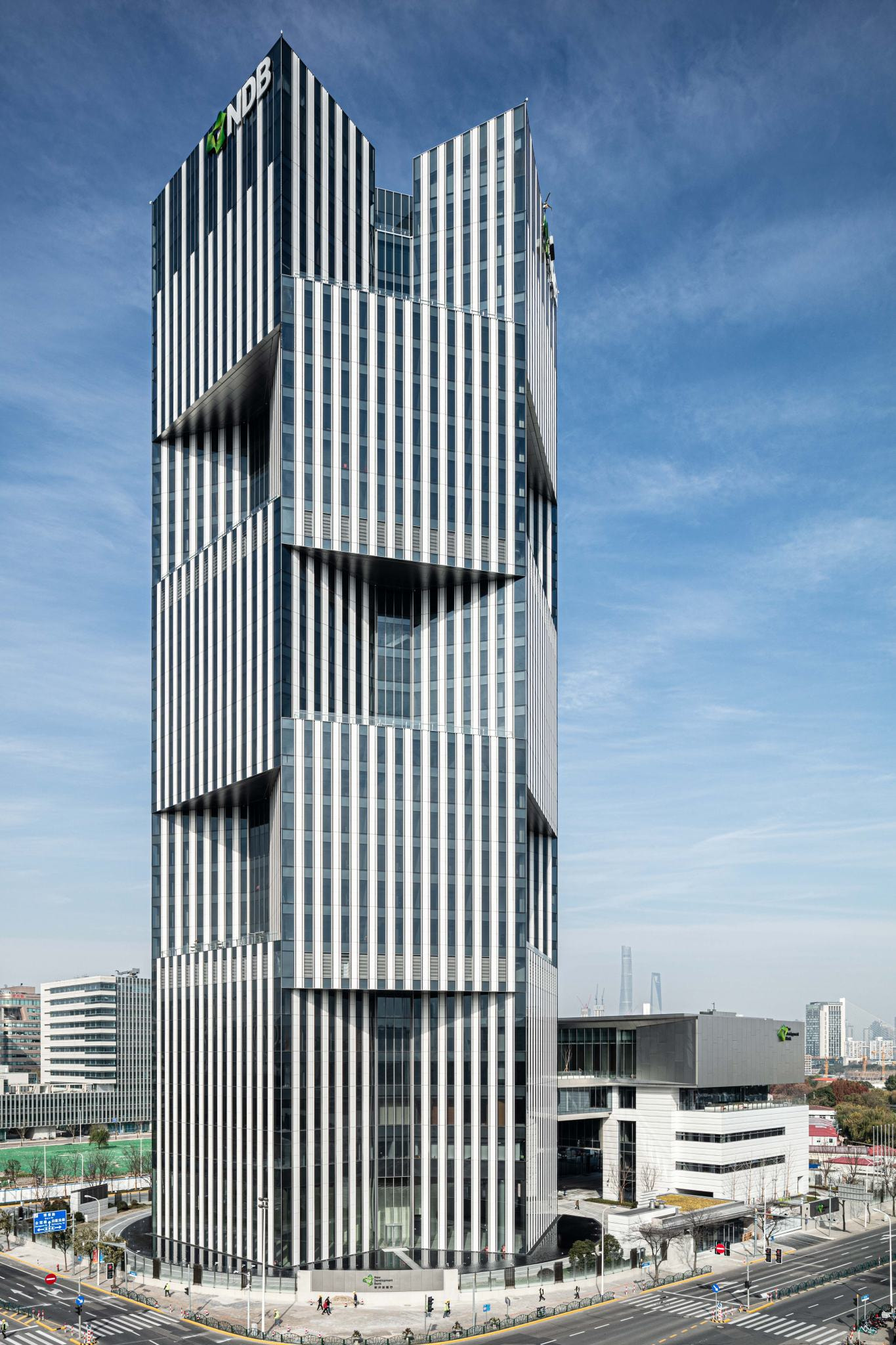
Sede del Nuevo Banco de Desarrollo del BRICS. Shanghái, China, diciembre de 2020.

El sábado 21 de diciembre, en la residencia del presidente electo en la localidad de Salinas, Canelones, se dio el primer encuentro oficial del gabinete ministerial, donde Orsi enfatizó con la necesidad de alinear las prioridades del equipo con los compromisos asumidos en la campaña electoral, centrándose en tres pilares principales: crecimiento económico, protección social y seguridad.En el correr de ese fin de semana el comando más cercano al presidente electo mudó su sede de trabajo del Hotel Hampton by Hilton Montevideo al edificio Plaza Alemania, ubicado a pocos metros de la rambla República Argentina en el barrio Palermo.El lunes 23, en esa nueva sede y en vísperas de Navidad, Orsi recibió en su despacho al arzobispo de Montevideo, el cardenal Daniel Sturla, y al designado ministro de Desarrollo Social, y senador electo del Partido Socialista, Gonzalo Civila.Ese mismo día, Juan Castillo, previsto como ministro de Trabajo, se reunió primero con Mario Arizti, ministro de Trabajo vigente; luego con representantes de la central sindical PIT-CNT; y por último con la Confederación de Cámaras Empresariales.En dicha instancia, el PIT-CNT presentó planteo para reducir la jornada laboral a 40 horas semanales.
Posteriormente, el jueves 26, se inició la transición en el MIDES, con la primera reunión entre el ministro vigente, Alejandro Sciarra, y el designado Gonzalo Civila.Ese mismo día también se dio inicio a la transición en el Banco Central del Uruguay ―BCU―, el presidente del ente Washington Ribeiro recibió a Guillermo Tolosa, propuesto como su sucesor. Además, se confirmó que el maestro Pablo Caggiani sería el presidente de ANEP.Al día siguiente, viernes 27, comenzó la transición en el Ministerio de Educación y Cultura con la primera reunión entre José Carlos Mahía con el ministro Pablo da Silveira.Ese mismo viernes ANCAP concretó el acuerdo con la empresa chilena HIF Global para instalar la planta propuesta en Paysandú. Asimismo, el presidente electo Yamandú Orsi recibió en el edificio Plaza Alemania a la expresidenta de Brasil y presidenta del Nuevo Banco de Desarrollo del BRICS ―NBD―, Dilma Rousseff.Allí, la titular del NBD le propuso al presidente electo la adhesión de Uruguay al banco; el ingreso del país al NBD fue aprobado en 2021, durante la administración de Luis Lacalle Pou, pero su formalización no ocurrió en los hechos.

### Enero de 2025

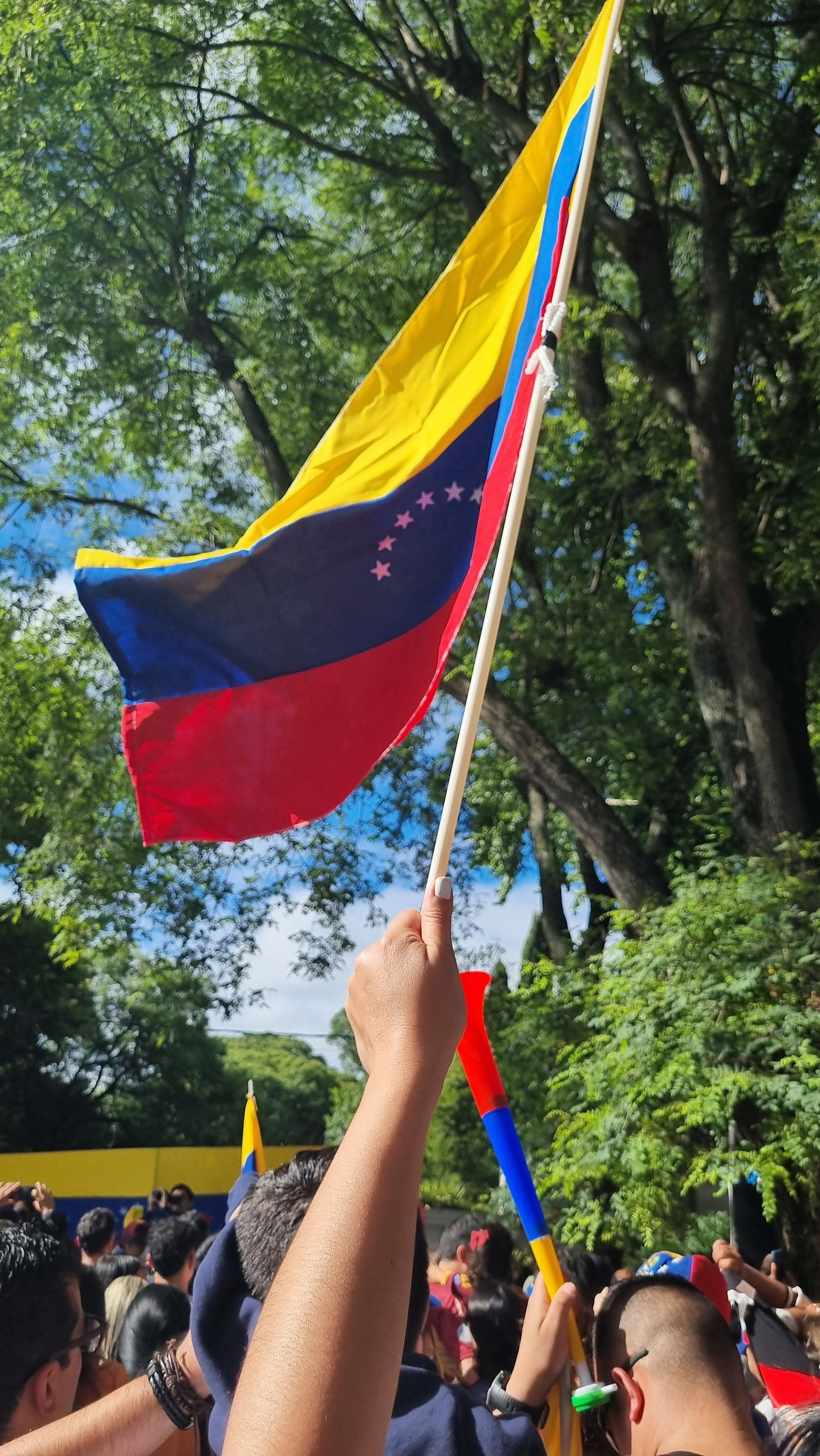
Bandera venezolana levantada durante la visita de Edmundo González Urrutia a Uruguay, el viernes 4 de enero de 2025.

El 2 de enero, el presidente previsto de ANEP, Pablo Caggiani, aseguró que un objetivo del gobierno electo es alcanzar un pacto en educación sobre la base de un acuerdo amplio: «ya fracasamos todos en educación, ahora resolvamos juntos», afirmó.Asimismo, el Frente Amplio delineó que buscaría impulsar nuevamente el voto consular; el último intento del FA en concretarlo fue en marzo de 2023, al presentar un proyecto de ley en el Senado, anteriormente se intentó a través de un infructuoso plebiscito en 2009, y en 2017 una comisión parlamentaria lo aprobó pero el texto fue declarado inconstitucional en el 2020.El 3 de enero, algunos diputados de Frente Amplio se posicionaron a favor del comunicado emitido por distintas organizaciones sociales ―como el PIT-CNT y la FEUU, que exhortaba a clausurar la oficina uruguaya de innovación de Jerusalén, inaugurada en diciembre de 2024 tras un acuerdo firmado entre la Universidad Hebrea de Jerusalén y la Agencia Nacional de Investigación e Innovación ―ANII―.El viernes 4 de enero el presidente Lacalle se reunió con el presidente electo de Venezuela, Edmundo González Urrutia, en la residencia presidencial Suárez y Reyes, en el marco de una gira internacional del dirigente venezolano en las vísperas del 10 de enero, fecha prevista para su investidura presidencial.A pesar de reclamos por parte de dirigentes de la coalición de gobierno, el presidente electo Yamandú Orsi no asistió a la reunión.
El lunes 6 de enero, el presidente Lacalle confirmó que renunciaría a su banca tras terminar su gobierno y, al día siguiente, afirmó que la decisión sobre la planta potabilizadora de Arazatí «ya está tomada» y que se va a «firmar el contrato», y que Orsi «ya tiene más información» que la que Tabaré Vázquez le dio a él en la transición.El viernes 10 de enero, el gobierno electo se distanció de las ideas de modificar la materia impositiva en el primer año de gobierno, incluyendo el IVA personalizado, una de las medidas que más mencionadas.
El lunes 13 de enero el presidente electo y algunos funcionarios regresaron de sus vacaciones y retomaron sus trabajos en el marco de la transición.Ese mismo día inició la transición en el Ministerio de Defensa con la reunión del ministro con la ministra designada.El martes 14 y el jueves 16 Yamandú Orsi se operó de cataratas en los ojos en la clínica Albrecht Meerhoff.Ese mismo martes, la Comisión Permanente del Parlamento se reunió y aprobó una declaración, sin contar con los votos del Frente Amplio, que describió como «dictadura» al gobierno venezolano y repudió el «golpe de Estado» ocurrido con la asunción del 10 de enero de Nicolás Maduro para un tercer mandato.Dentro de la interna del FA, el previsto ministro de Trabajo, Juan Castillo, declaró a favor de Maduro afirmando que «los venezolanos han elegido este gobierno», mientras que el senador Mario Bergara, previsto como candidato a la intendencia de Montevideo, cuestionó los dichos de Castillo afirmando que hubo fraude.Además, ese mismo día se dio la primera reunión con la ministra de Salud saliente, Karina Rando, con la entrante Cristina Lustemberg, dando inicio a la transición en esa cartera.Al día siguiente, comenzó en el ministerio del Interior con la primera reunión entre el ministro Nicolás Martinelli, y el ministro designado Carlos Negro.El viernes 17 de enero inició la transición en el Ministerio de Transporte.

El martes 21 de enero el presidente del Frente Amplio, Fernando Pereira, aclaró que su fuerza política no reconoció a Nicolás Maduro como presidente de Venezuela ante lo analizado por informes del Centro Carter y la ONU; explicación brindada luego de que el Partido Colorado exigiera al gobierno entrante invitar a la asunción presidencial del 1° de marzo a Edmundo González Urrutia como presidente electo de Venezuela.Ese mismo día, la empresa de inversión ganadera, Conexión Ganadera, reconoció una deuda por U$S 250 millones ante sus inversores en medio de una reunión, lo que provocó en los días siguientes cuestionamientos de parte de autoridades del gobierno electo como el ministro previsto Alfredo Fratti y Yamandú Orsi. El miércoles 22 se publicó la firma del presidente Lacalle Pou a dos decretos: uno de aumento del 6% de los sueldos de los funcionarios públicos ―que tuvo en cuenta una inflación anual proyectada de 5,2%― y un decreto que flexibilizó exigencias ambientales de la Ley Forestal, o Ley N° 15939, que fue criticada por los ministros previstos por el gobierno electo Alfredo Fratti y Edgardo Ortuño. Ese mismo día se confirmó que la Secretaría de Deportes sería ocupada por el profesor Alejandro Pereda y el Poder Ejecutivo envió al Parlamento una venia para designar al excanciller Francisco Bustillo como embajador en Perú, lo que generó polémica a raíz de la vinculación de Bustillo en el caso Marset.

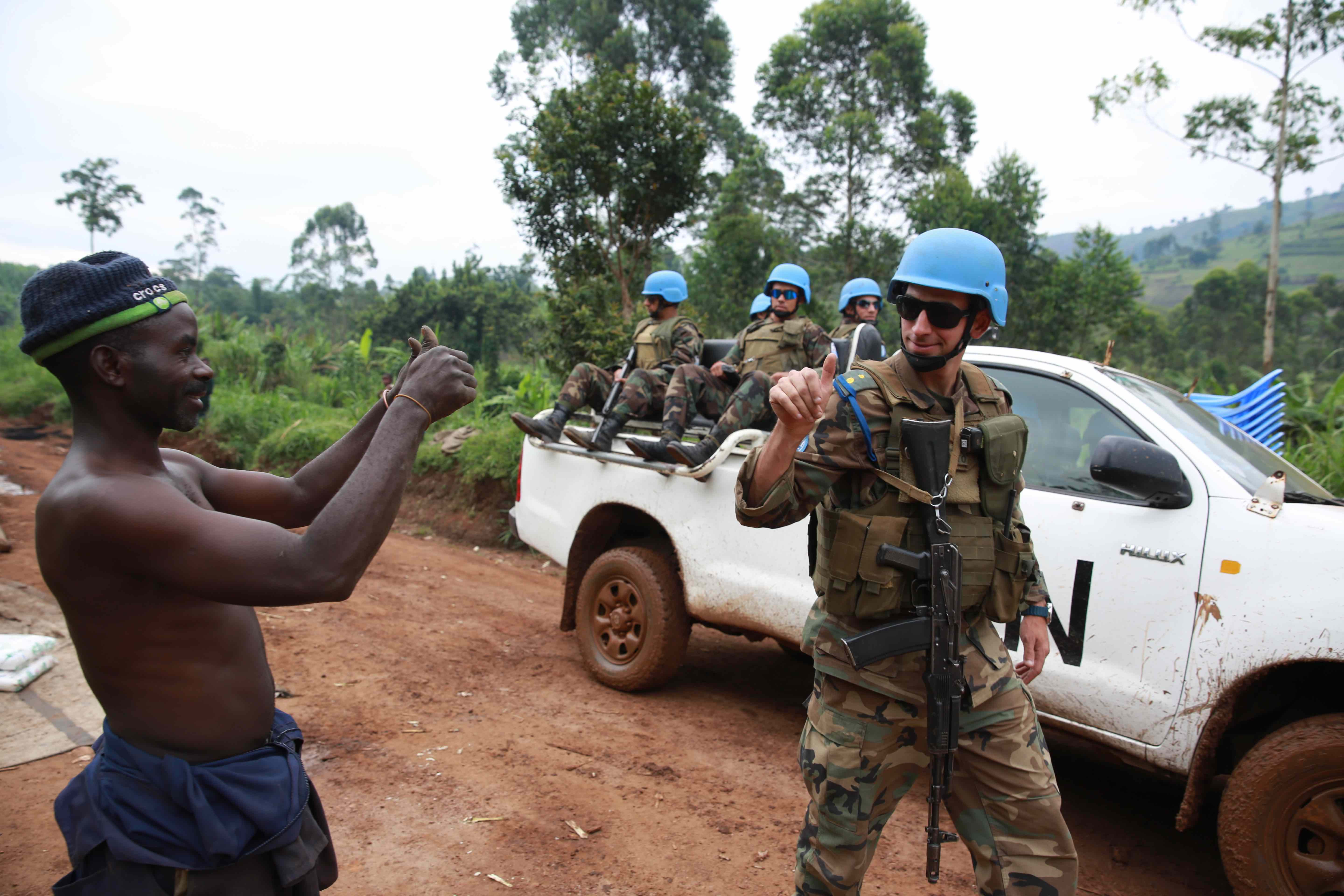
Patrulla terrestre de un batallón uruguayo durante su servicio en la MONUSCO. República Democrática del Congo, marzo de 2015.

En la mañana del jueves 23, el gobierno en ejercicio firmó en Torre Ejecutiva el contrato que dio inicio al proyecto Arazatí, generando discrepancias con autoridades del gobierno electo.Más tarde ese mismo día, el presidente electo Yamandú Orsi recibió a Álvaro Delgado, excandidato nacionalista, siendo la primera reunión mano a mano entre ambos candidatos presidenciales del balotaje tras las elecciones de 2024.El viernes 24 el presidente Lacalle decidió retirar la venia para nombrar embajador en Perú a Francisco Bustillo tras falta de apoyos de legisladores oficialistas que integran la Comisión Permanente.El sábado 25 el presidente electo Orsi transmitió sus condolencias por redes sociales a la familia del soldado uruguayo fallecido y a los otros militares heridos en servicio de una misión de paz en la República Democrática del Congo tras un ataque del grupo rebelde M23.El domingo 26 el presidente electo dedicó una publicación por la red social X a la polémica situación de la empresa Conexión Ganadera.
El lunes 27 de enero, la Mesa Política Nacional de Frente Amplio emitió un comunicado declarándose en contra del proyecto Arazatí.Ese mismo día comenzó la transición en el Ministerio de Ganadería, Agricultura y Pesca con la reunión del ministro saliente, Fernando Mattos, y el entrante, Alfredo Fratti.El martes 28 se dio inicio a la transición en el Ministerio de Ambiente con la primera reunión entre el titular Robert Bouvier y el previsto Edgardo Ortuño; el futuro ministro no descartó rescindir el contrato de Arazatí y recordó la existencia de un proceso pendiente en el Tribunal de lo Contencioso Administrativo.El viernes 31 de enero, el presidente electo visitó la Fiesta del Pollo y la Gallina en San Bautista, departamento de Canelones, donde en rueda de prensa se refirió al recientemente anunciado cierre de las dos plantas industriales de la empresa Yazaki en Uruguay, que implicaría la pérdida de empleo para más de 1.000 trabajadores.

### Febrero de 2025
El domingo 2 de febrero de 2025, el presidente electo confirmó que no se mudaría a la residencia presidencial de Suárez y Reyes después de su asunción, prefiriendo quedarse a vivir en su casa situada en Salinas.El lunes 3 de febrero la ministra de economía Azucena Arbeleche catalogó como «mentira» dichos del senador frenteamplista, y candidato a intendente de Montevideo, Mario Bergara, en los que este acusó al gobierno de Lacalle Pou de reducir de forma «artificial» los números del Estado para evitar el déficit fiscal.Los dichos de la ministra fueron una aclaración pedida por el presidente Lacalle.El legislador Bergara se retractó de los números brindados, afirmando que eran incorrectos, pero mantuvo su acusación hacia el gobierno.Ese mismo lunes el presidente chileno Gabriel Boric visitó Uruguay y se reunió con Luis Lacalle Pou, José Mujica y Yamandú Orsi.El miércoles 5 de febrero el presidente electo recibió al secretariado ejecutivo del PIT-CNT, que presentó distintos planteos como la reiteración de devolver la edad de jubilación a los 60 años y equipararla al salario mínimo ―planteos anteriormente rechazados en el infructuoso plebiscito de seguridad social de 2024―, y una ley que establezca un máximo de horas trabajadas de 40 horas semanalesEl jueves 6 tanto el presidente electo como el presidente en funciones asistieron al Congreso de intendentes.El sábado 8, con la presencia del presidente y vicepresidente electos, el Frente Amplio celebró sus 54 años con un acto en La Paloma, Rocha.

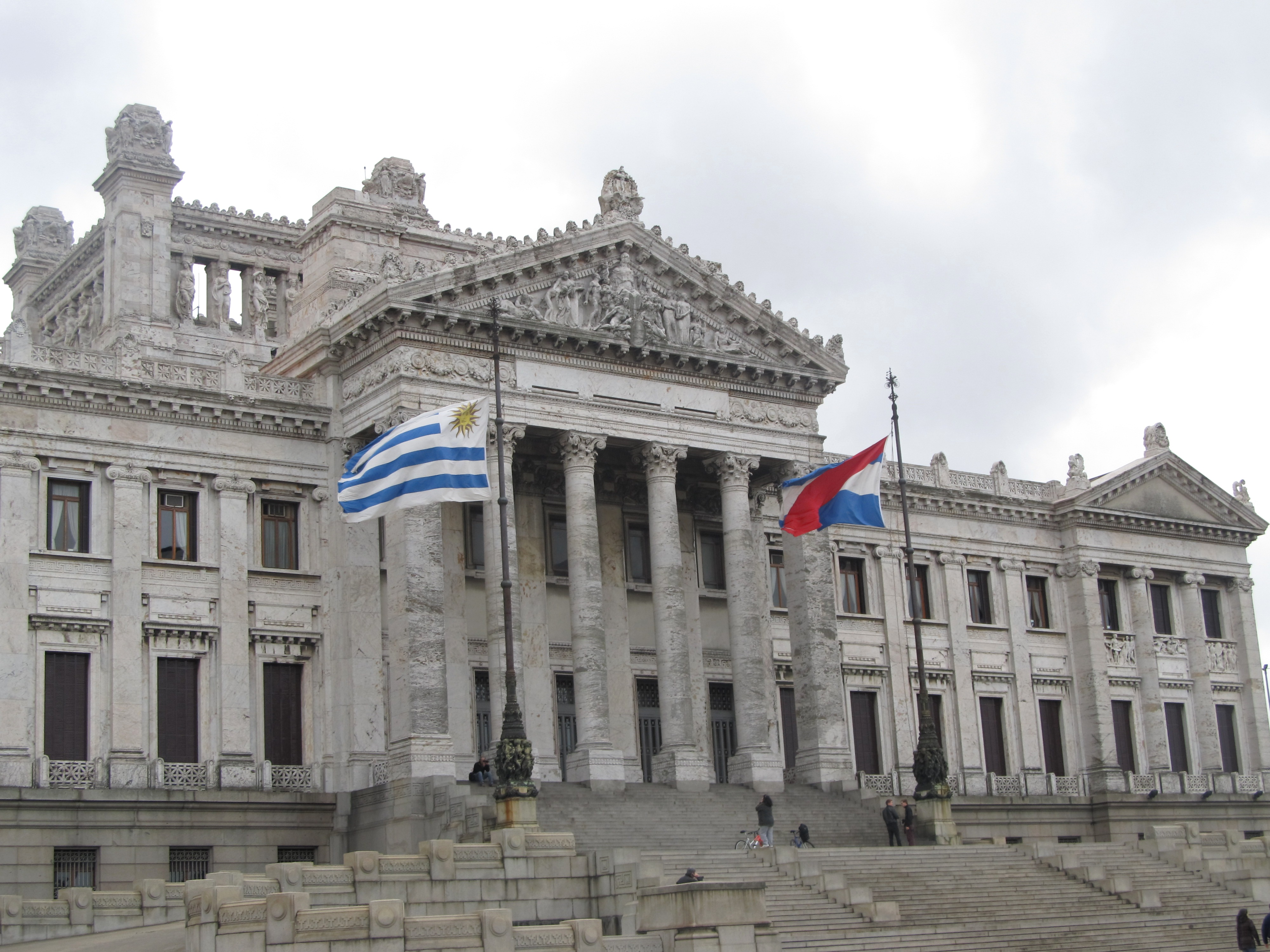
El Palacio Legislativo, sede del Poder Legislativo en Uruguay. Montevideo, 22 de septiembre de 2013.

El jueves 13 de febrero, el secretario de presidencia previsto, Alejandro Sánchez, se reunió con el jerarca vigente, Rodrigo Ferrés, en Torre Ejecutiva para realizar una puesta a punto y un balance del proceso de transición a casi 15 días del traspaso de mando. Al ser consultado sobre la invitación al presidente de Venezuela, Nicolás Maduro, Sánchez expresó: «hemos invitado a todos los presidentes y a todos los países con los cuales tenemos relaciones diplomáticas».Ese mismo día el fiscal Enrique Rodríguez dispuso el archivo definitivo de la causa por la construcción del Antel Arena, que la vicepresidenta electa, Carolina Cosse, calificó como «operación política». Además, la dirigente adelantó que el futuro gobierno revisaría la resolución de Antel que abrió a la competencia el servicio de fibra óptica al hogar.En la tarde de ese día el gobierno electo definió los nombres de los presidentes de las empresas públicas de Antel, UTE, Ancap y OSE.Al día siguiente, viernes 14 de febrero, el presidente Lacalle vetó las invitaciones realizadas por el gobierno entrante a los mandatarios de Cuba, Nicaragua y Venezuela a la ceremonia del cambio de mando del 1º de marzo.El sábado 15 de febrero asumieron los nuevos parlamentarios de la Asamblea General, la L Legislatura tanto en la Cámara de Senadores como en la Cámara de Representantes.
El lunes 17, autoridades del gobierno electo anunciaron que el Ministerio de Educación y Cultura pasaría a llamarse Ministerio de las Culturas, las Artes, los Patrimonios y la Educación, acorde a una medida propuesta por el Frente Amplio  en sus Bases Programáticas 2025-2030. Ese mismo día el Partido Nacional confirmó que Álvaro Delgado sería quien negocie cargos para los blancos en entes públicos en gobierno de Orsiy el empresario Juan Carlos López Mena, dueño de la naviera Buquebus, se reunió  con autoridades del gobierno entrante, como la ministra designada de Transporte, Lucía Etcheverry, y declaró interés en invertir en el puerto de Montevideo.El martes 18 en Torre Ejecutiva se llevó a cabo una conferencia de prensa con el designado secretario de presidencia, Alejandro Sánchez, y el designado canciller, Mario Lubetkin, donde anunciaron cómo sería el protocolo de asunción del 1 de marzo.Asimismo, Sánchez afirmó que «el gobierno entrante invita a Estados, no líderes políticos, a la asunción», con relación al veto del presidente Lacalle.Ese mismo día el designado ministro de Interior, Carlos Negro, afirmó en una entrevista con el medio Informativo Sarandí que «la guerra contra el narcotráfico está perdida».El miércoles 19 ocurrieron distintos sucesos como: el presidente Lacalle convocó tanto a ministros como exministros y referentes del Grupo Asesor Científico Honorario ―GACH― al último Consejo de Ministros de su gobierno, previsto para el 28 de febrero;una delegación del Colegio de Contadores, Economistas y Administradores ―CCEAU― se reunió con futuras autoridades del gobierno de Yamandú Orsi para trasladar su preocupación por la situación de la Caja de Profesionales; y en una entrevista en el medio En Perspectiva el designado ministro Gabriel Oddone afirmó que se crearía una Secretaría de Ciencia, Tecnología e Innovación bajo la presidencia de la República para coordinar todas las agenciasy ratificó su propuesta de desindexar los salarios, sin afectar a los más bajos, lo que ya había mencionado durante la campaña electoral de 2024.El jueves 20 la expresidenta argentina Cristina Fernández de Kirchner viajó en avión privado a Uruguay para reunirse con el expresidente José Mujica y la exvicepresidenta Lucía Topolansky, la reunión duró dos horas y posteriormente retornó a Buenos Aires.El viernes 21 el secretario de presidencia previsto, Alejandro Sánchez, se mostró ante la prensa en desacuerdo con los dichos de Gabriel Oddone sobre una posible desindexación de salarios: «Yo no comparto la desindexación de salarios […] hay que defender el poder de compra de la gente».

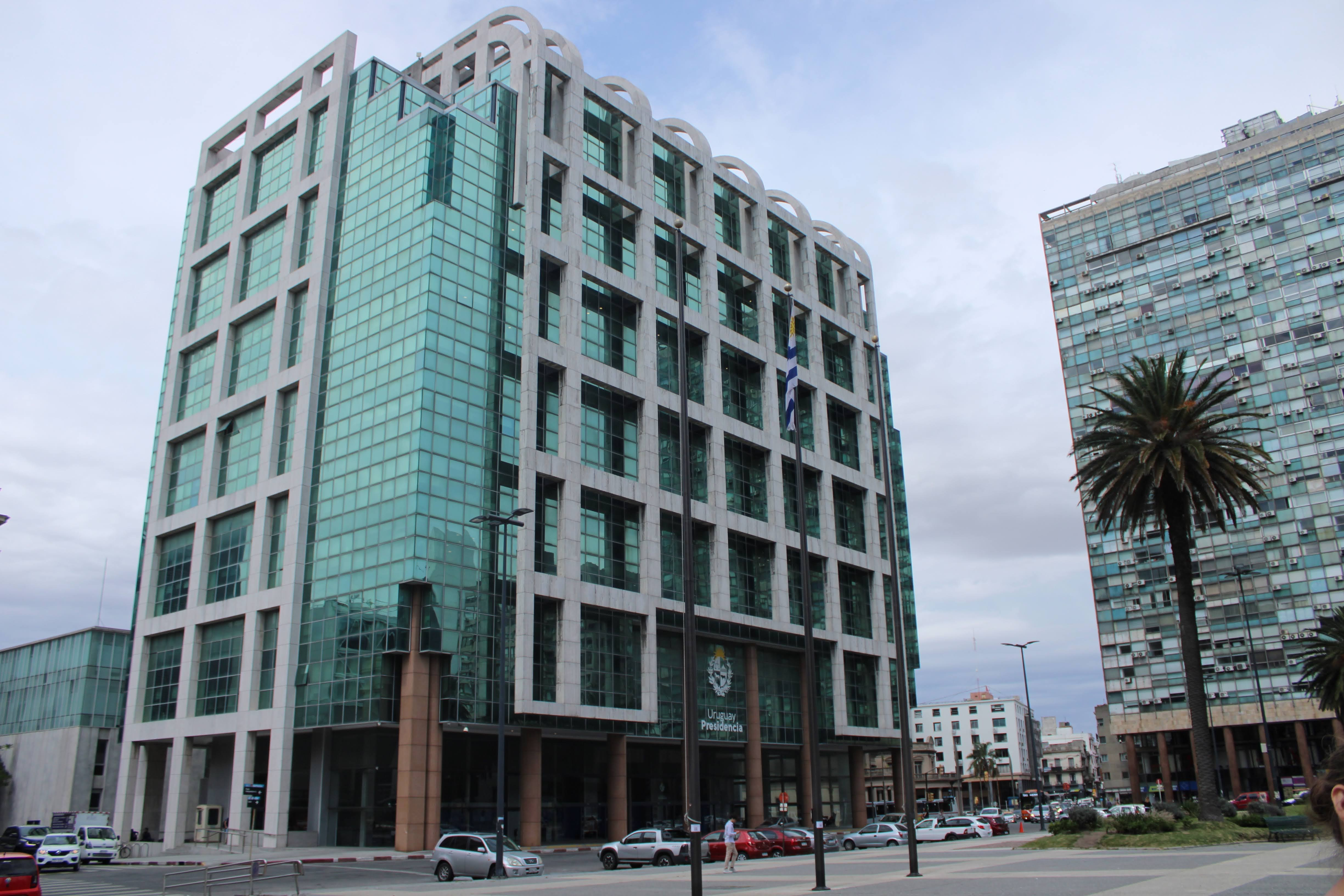
Torre Ejecutiva, sede del Poder Ejecutivo en Uruguay. Montevideo, noviembre de 2023.

El lunes 24 en el edificio Plaza Alemania los líderes de los partidos que serán oposición, Álvaro Delgado, Andrés Ojeda, Guido Manini Ríos, Pablo Mieres y Gustavo Salle, acudieron a reunirse con los próximos secretario y prosecretario de presidencia, Alejandro Sánchez y Jorge Díaz.El gobierno electo ofreció 34 cargos a la oposición, pero sus dirigentes anunciaron que presentarían una «contrapropuesta».Ese mismo día el Grupo Vía Central, formado por empresas nacionales y extranjeras, que fue encargado con la construcción de la red vial del Ferrocarril Central, inició un proceso de arbitraje contra el Estado uruguayo ante lo que considera una falta de cumplimiento de acuerdos firmados por falta de pago desde diciembre de 2023 hasta esa fecha.El martes 25 en una entrevista en el medio Desayunos Informales la senadora del MPP Bettiana Díaz también criticó el planteo de Oddone sobre desindexar salarios.Ese mismo día se hizo pública la invitación de la Confraternidad Judeocristiana al gobierno electo de Yamandú Orsi de realizar una celebración interreligiosa similar a la del 2 de marzo de 2020 con el gobierno entrante de Lacalle Pou en la Catedral de Montevideo.Sin embargo, el gobierno electo inicialmente rechazó la propuesta, aunque se terminó realizando a mediados de marzo de 2025. El miércoles 26 el ministro designado de ganadería, Alfredo Fratti, afirmó que la primera medida que tomaría su gestión sería en torno a la polémica de la empresa Conexión Ganadera, asegurando que desde «el día dos» declararán «los lugares» en los que está el ganado de la empresa de Pablo Carrasco y Gustavo Basso, socios de la empresa, como «prioridad sanitaria» por motivos de «bienestar animal».Ese día también el presidente electo se conectó desde su casa a la videoconferencia con los presidentes de Brasil, Chile, Colombia y España, en la que hablaron sobre la desinformación y los riesgos por el uso malintencionado de las tecnologías digitales y las redes sociales.El jueves 27, penúltimo día del gobierno de Lacalle Pou, se publicó un documento de 150 páginas con un resumen de su gestión llamado «Uruguay más libre», compuesto por seis capítulos con las principales líneas de gestión de la administración de la coalición; se destacan la LUC, la reforma educativa y previsional, la inversión en primera infancia y asentamientos, entre otros temas.Ese mismo día se hizo pública la contrapuesta presentada tanto el Partido Nacional como el Partido Colorado solicitando 15 cargos más de los 34 propuestos a la futura oposición por el gobierno entrante. El viernes 28, último día del gobierno de Lacalle Pou, el presidente saliente llevó a cabo distintos actos oficiales, en orden, un acto oficial y desfile conmemorativo por los 214 años del Grito de Asencio en la ciudad de Mercedes; una visita a las obras del puente sobre el río San Salvador en Dolores, ruta 21; de regreso a Montevideo, el recibimiento del rey de España, Felipe VI, presente en Uruguay por la ceremonia de asunción; sostener la última reunión oficial con el Consejo de Ministros en la Torre Ejecutiva; y el último arriado del pabellón nacional de su mandato, en la Plaza Independencia, donde el Partido Nacional invitó a sus militantes a acompañar bajo la consigna: «Orgullosamente gracias».Ese mismo viernes de noche, Yamandú Orsi fue invitado por el presidente brasileño Lula da Silva a una cena junto a los líderes de Chile, Gabriel Boric, y de Colombia, Gustavo Petro.La transición finalizó el 1 de marzo de 2025 con el traspaso de poder del presidente Lacalle a Yamandú Orsi.